# أثرب
جبل أثرب هو أحد جبال تهامة البارزة، يقع في منطقة عسير بتهامة ضمن نطاق محافظة المجاردة شرق بارق يُعد من المواضع التابعة لتهامة بني شهر كما اوردت بعض المصادر الجغرافيه.. يتميّز جبل أثرب بمناخٍ أكثر اعتدالًا من السهول المحيطة به، إذ يكون الجو معتدلًا في الصيف مقارنة بالمناطق المنخفضة، وأبرد في الشتاء بالنسبة للقرى المجاورة، مما جعله مقصدًا للتنزه لأهالي بارق وما جاورها. يبلغ ارتفاعه ما بين 1850–2200 متر فوق سطح البحر. ويُذكر أن هناك جبلًا آخر يحمل الاسم نفسه جبل أثرب في الباحة، وهو ضمن جبال السراة.

## الموقع والتضاريس
يقع جبل أثرب شرق مدينة بارق، ضمن إقليم تهامة. يحده من الشمال وادي خاط، ومن الجنوب وادي بقرة. يتميز بتنوع تضاريسه بين السفوح الزراعية والشعاب والأودية.

## السياحة
يمثّل جبل أثرب مقصدًا سياحيًا محليًا بفضل مناخه المعتدل وطبيعته الجبلية، حيث يقصده المتنزهون في مواسم الأمطار والربيع للاستمتاع بالغطاء النباتي ومواقع الرعي القديمة. كما يُعرف الجبل بإطلالاته على سهول تهامة ومجاري الأودية، مما يجعله محطة لجذب المصورين والمهتمين بالرحلات الجبلية.

## القرى
يضم جبل أثرب عددًا من القرى المأهولة منذ القدم، ورد ذكرها في بعض المراجع المحلية.
ومن أبرزها:
- قرية العَشّة.
- قرية سد عامر.
- قرية الحَدب.
- قرية الملتوية.
- قرية المسلمة.
- قرية الوجعة.
- قرية الحقو.
- قرية العسر (المعسر).
- قرية البحور.
- قرية وادي العرضي.
- قرية مطراف.

## الزراعة والبيئة
يشتهر جبل أثرب بخصوبة تربته وتنوع غطائه النباتي. وكان مركزًا لزراعة البن والذرة والسمسم، إضافة إلى إنتاج أجود أنواع العسل الطبيعي. كما يشتهر سكانه بتربية النحل.

## السوق
يُقام في جبل أثرب سوق شعبي يوم الجمعة يُعرف باسم جمعة أثرب، ويُعد من الأسواق التقليدية في المنطقة، حيث يجتمع فيه الأهالي للبيع والشراء وتبادل السلع المحلية.

## الخدمات والإدارة
يتبع جبل أثرب إداريًا محافظة المجاردة، غير أن قربه الجغرافي من بارق يجعل سكانه يعتمدون على الخدمات الحكومية والأسواق في مدينة بارق.

## الزراعة
أثرب منطقه زراعية، وقد اتخذ السكان من الجبال مدرجات زراعية منذ القدم وكذلك على منحدرات وضفاف الأودية وعلى امتداد جوانبها البساتين والحقول الخصبة .
وتعتمد الزراعة في أثرب على مياه الأمطار والآبار، وتشتهر أثرب بكثرة غاباتها وكثافة أشجارها. أما العسل فتشتهر أثرب بإنتاج أجود أنواعه وأفضلها وبها العديد من المناحل التي تعتمد على النباتات الطبيعية .